# Zorten
Zorten ist eine Fraktion der  Gemeinde Vaz/Obervaz im Kanton Graubünden. Das Dorf besteht aus den beiden Ortsteilen Zorten und Il Men, das im karolingischen Reichsguturbar als Lemenne aufgeführt wird. Die drei benachbarten Stammfraktionen Lain, Muldain und Zorten werden zusammen als Vaz bzw. dt. Obervaz bezeichnet. Sie liegen auf einer Terrasse am Südhang des Crap la Pala über der Schinschlucht.

## Geschichte
Aus der römischen Zeit gab es einzelne Funde bei den Ausgrabungen im Bereich der Pfarrkirche St. Donat in Zorten. Nachweisbar ist die Besiedelung zur Zeit der Karolinger (750–910).  Im südlich von Zorten gelegenen Weiler Nivagl lag die Burg Nivagl, die Stammburg der Freiherren von Vaz. Ihre erste Besiedlungsphase lag im 10.–11. Jahrhundert, um 1250 wurde sie verlassen und wohl in die Burg Belfort überführt.

## Sehenswürdigkeiten

### Kirche
Wie Ausgrabungen des Archäologischen Dienstes Graubünden ergaben, bestand in Zorten bereits in der zweiten Hälfte des 7. Jahrhunderts eine frühmittelalterliche Saalkirche mit ummantelter Apsis. Im Innern stiess man auf mehrere Gräber. Im Grab, das in die Mittelachse der Kirche angelegt wurde, fand man eine silbertauschierte Gürtelschnalle. Es handelt sich vermutlich um das Stiftergrab.
1218 wird der Kirchenpatron St. Donatus zum ersten Mal erwähnt. 1499 erfolgte ein spätgotischer Neubau. Im 17. Jahrhundert wurde die Kirche teilweise barockisiert und 1874 durch einen Neubau ersetzt. Aufgrund der Grösse der neuen Kirche musste die Ostung aufgegeben werden. Die Bündner Architektin Monica Brügger kehrte bei der Kirchenrenovation von 1970 im Innenraum allerdings wieder zur Ostung zurück. Auf der Südseite hängt ein Altarbild des Schweizer Kirchenmalers Melchior Paul von Deschwanden. Die Kapelle beherbergt zwei barocke Altäre des einheimischen Altarschnitzers Hilarius Sigron.

### Weitere Bauwerke
Das Altersheim „Casa Son Duno“ (das Haus des heiligen Donatus) in Zorten wurde 1893 der Gemeinde von Johann Fidel Rischatsch vermacht und diente als Zufluchtsstätte für arme Bürger (Tgiesa da povers) und als Erziehungsheim für Kinder. Es wurde über 60 Jahre von Ordensschwestern aus Menzingen ZG geführt. Inzwischen steht das Heim leer.
Das alte Kapuziner-Hospiz Zorten wurde 1982 von der Gemeinde Vaz/Obervaz erworben und  wird seit 1987 mit dem dazugehörigen Pfrundstall als Ortsmuseum benutzt. Die Pfarrei Obervaz wurde von 1663 bis 1933 von italienischen Kapuzinern der Rhätischen Mission betreut.
Im Ortsmuseum neben der Kirche steht die noch funktionsfähige Getreidemühle, die bis 1919 im unteren Dorfteil von Zorten durch ein Wasserrad angetrieben wurde.

## Besonderes
- Am 29. August 1916 brannten im nordöstlichen Dorfteil von Zorten sieben Häuser und acht Ställe ab. Verursacht wurde der  Brand durch zwei zündelnde Knaben.
- In Zorten wurde der Klarinettist und Komponist Paul Kollegger begraben. Es ist auch der Geburtsort des Schweizer Ländlermusikanten und Komponisten Luzi Bergamin.
- In Zorten organisiert der Künstler Toni Parpan, Präsident der Back- und Waschhausgenossenschaft, regelmässig Kunstprojekte im öffentlichen Raum.

## Persönlichkeiten
- Hans Paul Beeli von Belfort-Fascherin, Bischöflicher Landvogt und Erbauer des Hauses Beeli (später Casa Son Duno)
- Anton Beeli von Belfort-Fascherin, Hauptmann in französischen Diensten, Podestat in Morbegno, Mitstifter Rosenkranzaltar Zorten
- Hilarius Sigron, Altarschnitzer
- Caspar Cantieni, Besitzer des Garden-City-Hotel in St. Paul, Minnesota
- Johann Fidel Cantieni, Büchsenmacher
- Hilarius Rischatsch, Bezirksarzt, 1849 nach Dubuque (USA) ausgewandert
- J.J. Rischatsch, Grossrat, Besitzer Schloss Tagstein, Initiator der ersten Sennerei in Zorten
- Joachim Cantieni, Erbauer des ersten Hotels auf der Lenzerheide
- Johann Jakob Simonet, Domsextar und Historiker

## Literatur

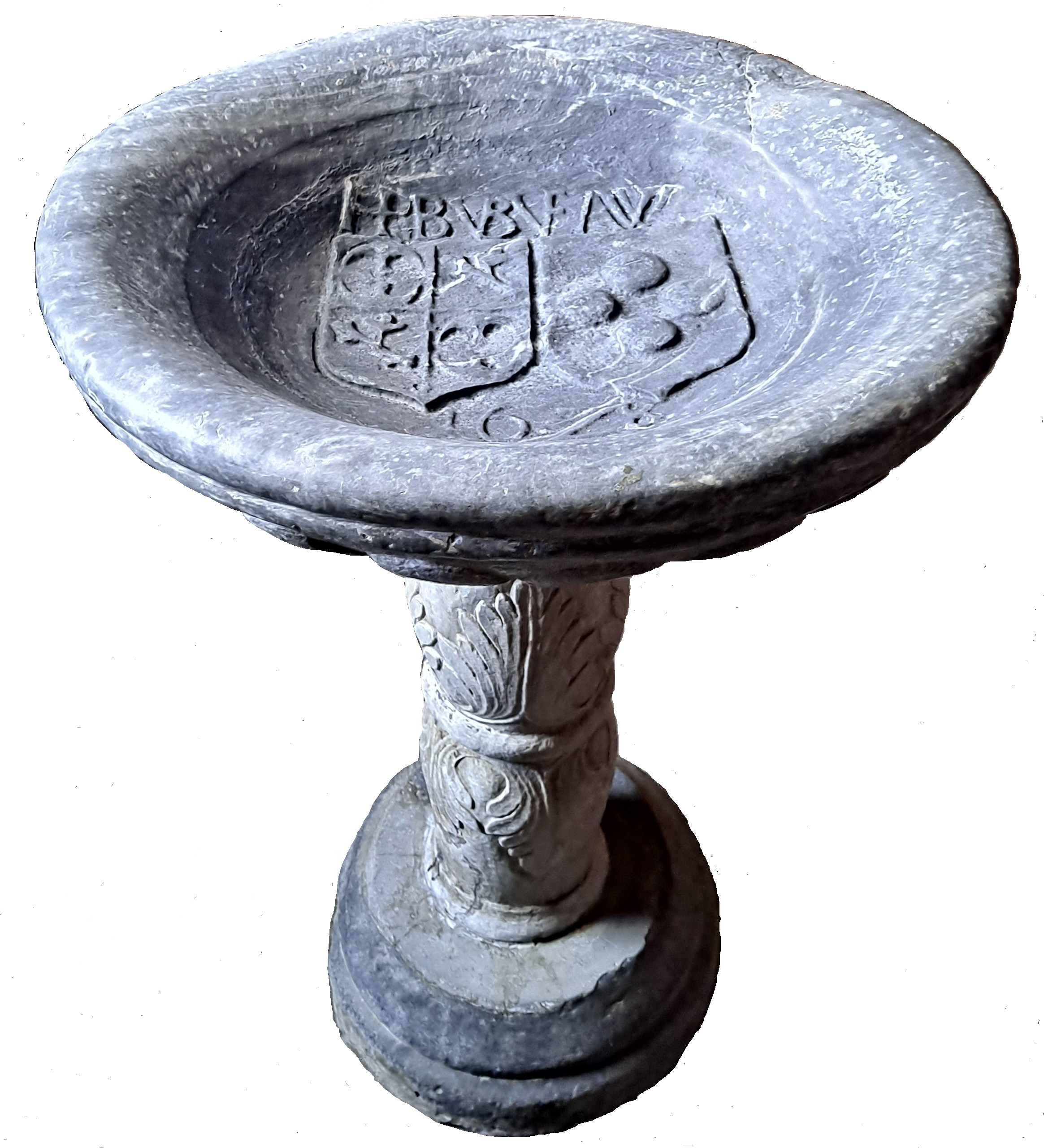
Weihwasserbecken in der Kirche St. Donatus in Zorten. Es trägt das Stifterwappen der Familie Beeli von Belfort und die Jahreszahl 1678.

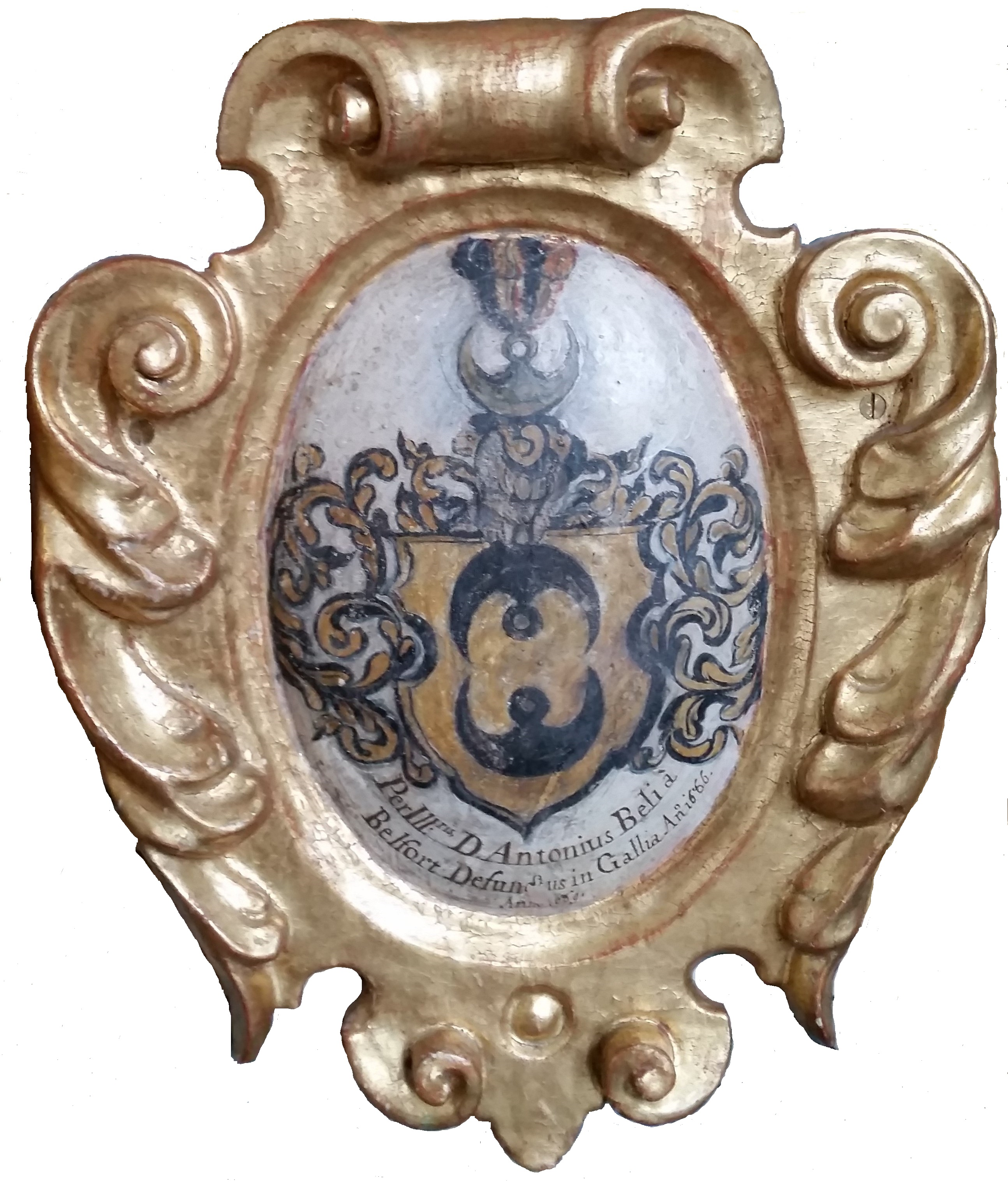
Das Beeli-Wappen am Rosenkranzaltar der Kirche St. Donatus in Zorten. Der Stifter Anton Beeli von Belfort starb 1686 in französischen Diensten.

## Galerie

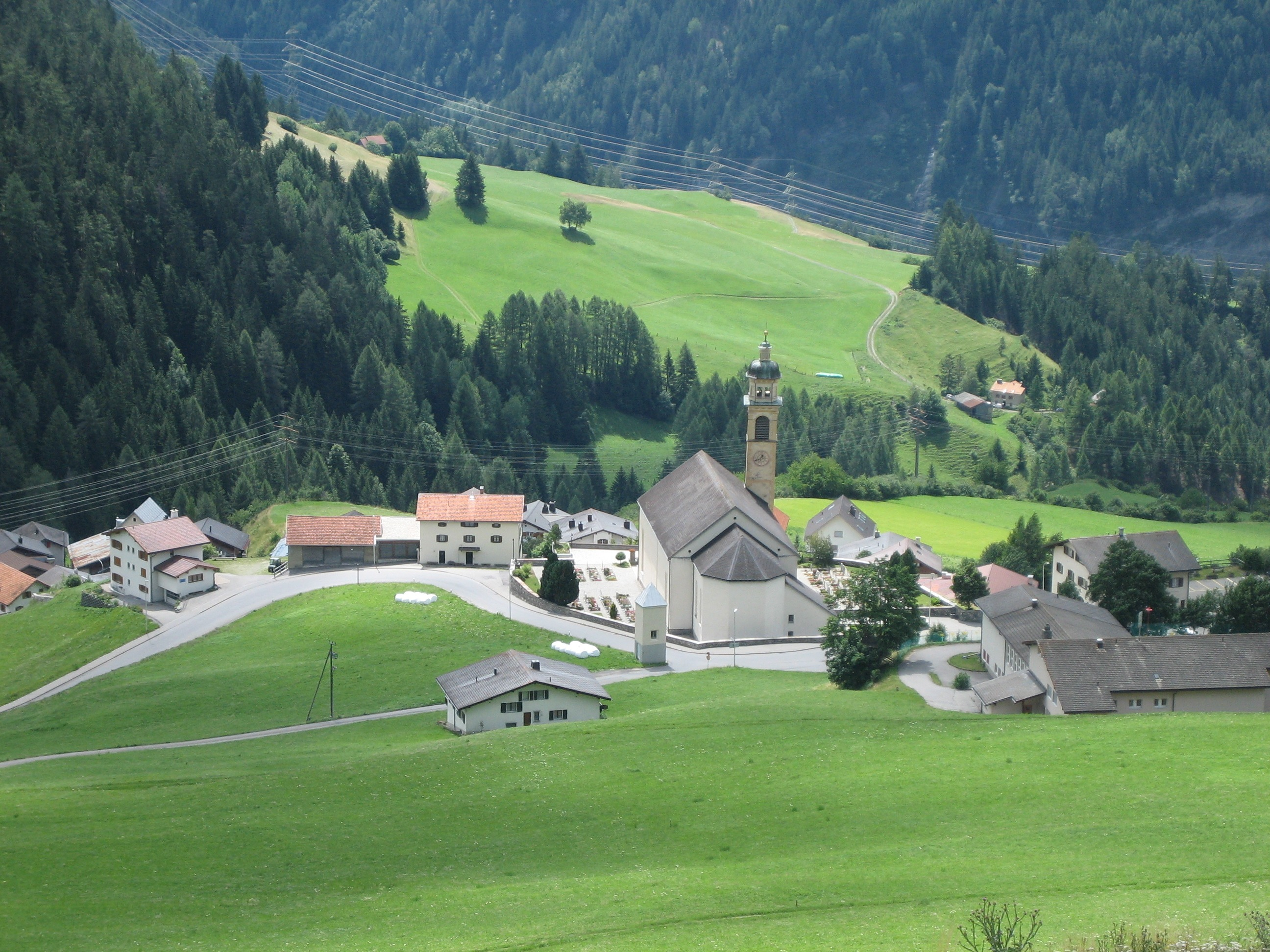
Blick auf Zorten
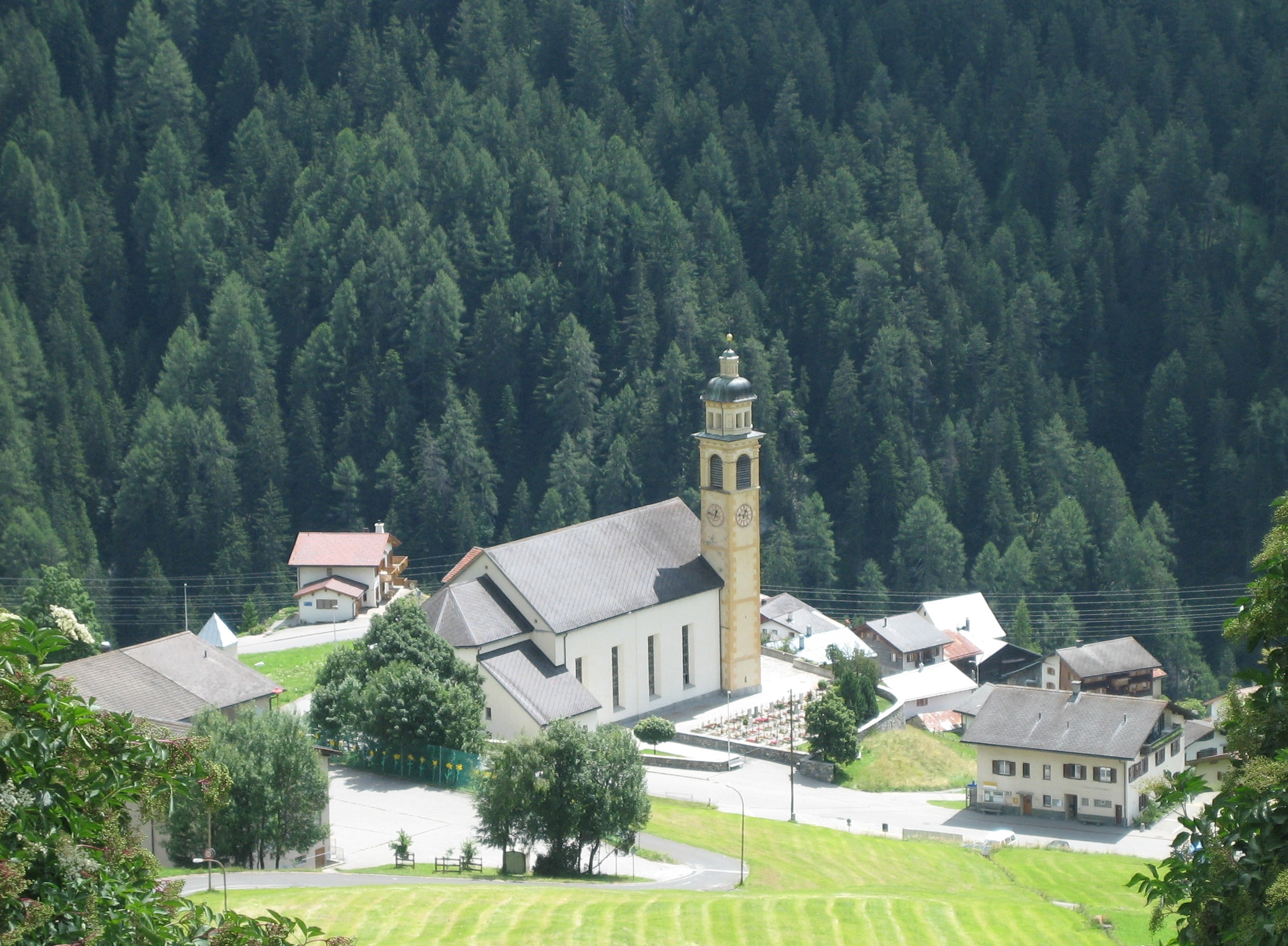
Kirche St. Donatus
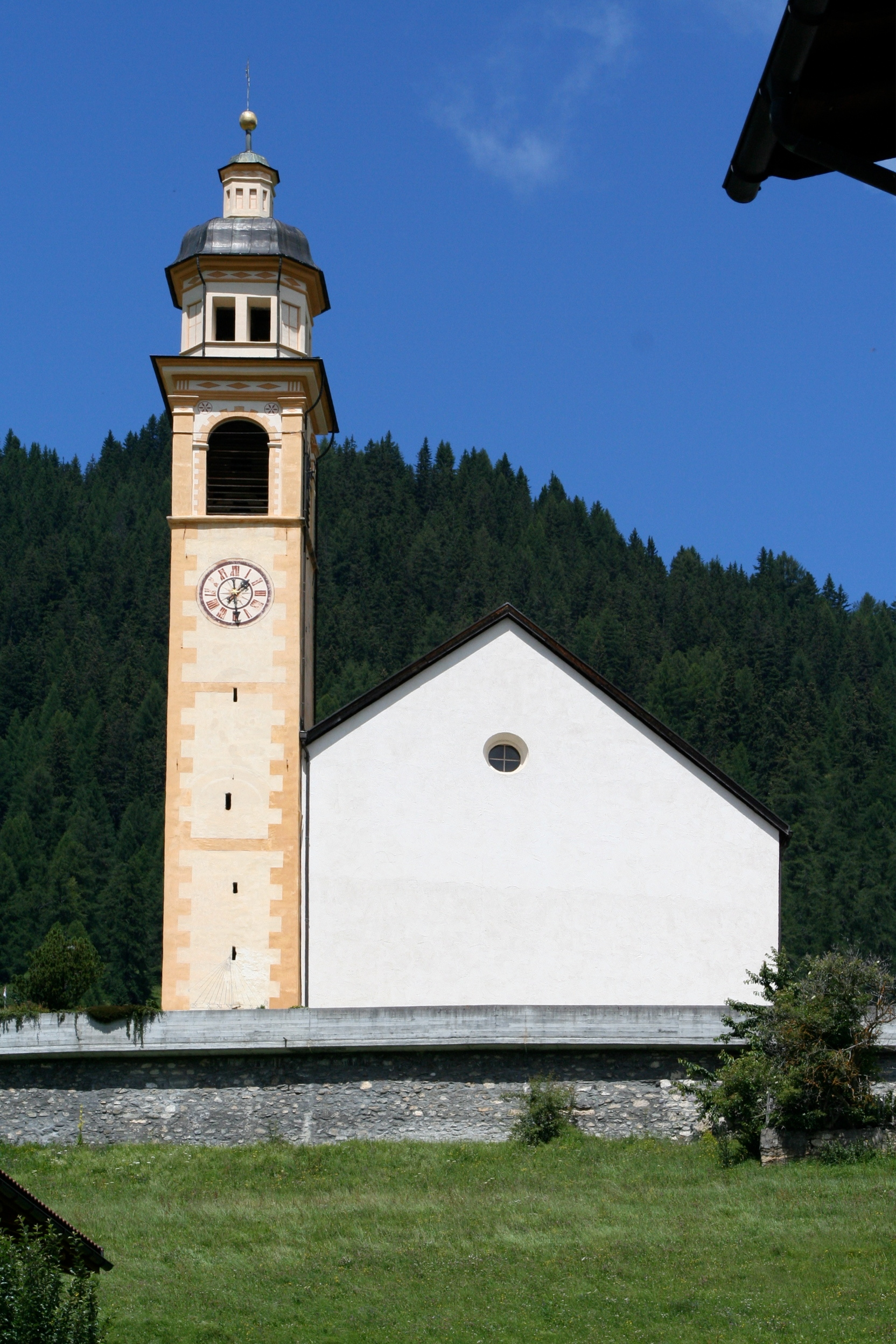
Kirchturm
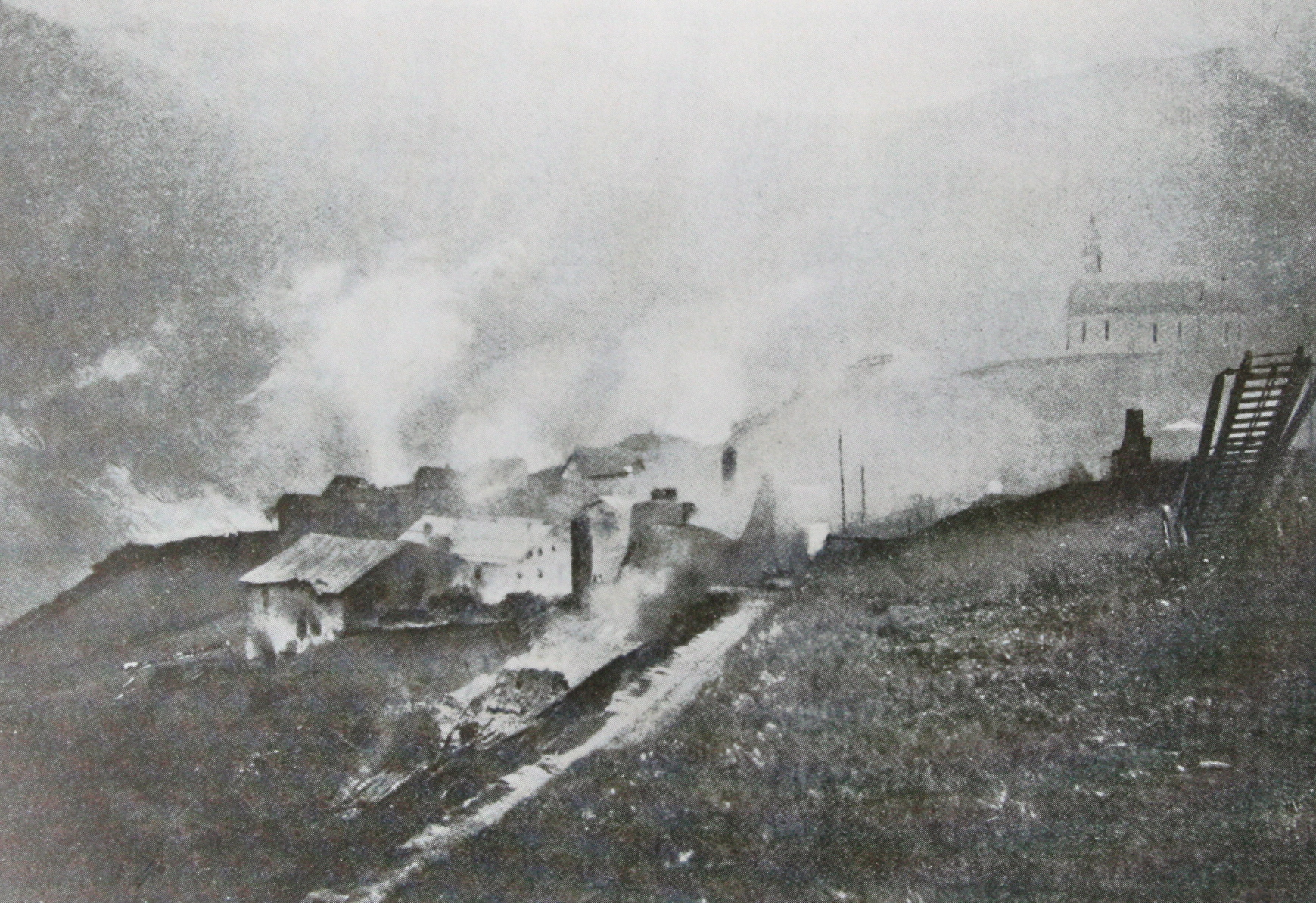
Brand in Zorten 1916